# Monte Peralba
Il monte Peralba (Hochweisstein in tedesco, Jochkouvl in plodarisch, La Peralbe in friulano, Peralba in veneto) è una montagna delle Alpi Carniche, alta 2694 m s.l.m., la terza vetta dopo il monte Coglians e la Creta delle Chianevate e la quinta dell'intera regione. È situata al confine fra Friuli-Venezia Giulia e Veneto, nell'alta val Sesis, fra i comuni di Sappada e di Santo Stefano di Cadore, nei pressi del passo dell'Oregone, vicino al confine con la Carinzia (Austria). Alle sue pendici nasce il fiume Piave.

## Descrizione

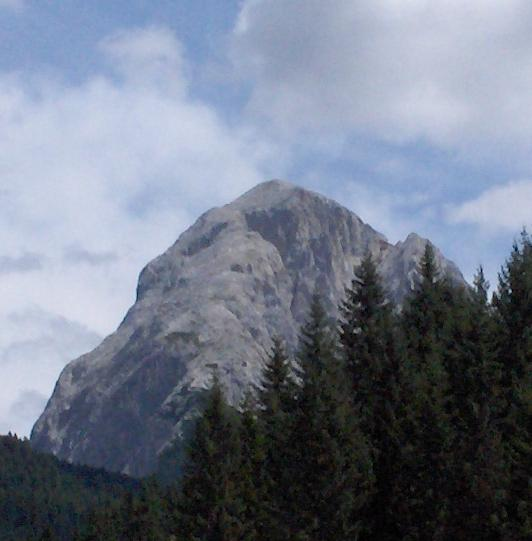
Il monte Peralba dalla val Visdende

È formato da roccia calcarea dal caratteristico colore bianco, da qui appunto il suo nome che tradotto dal dialetto locale significa "pietra bianca". Tale tipo di roccia è caratteristica comune delle Alpi Carniche occidentali, chiamate anche Dolomiti Carniche proprio per il colore bianco dolomitico delle vette; le principali differenze con le Dolomiti vere e proprie sono l'altezza e l'età: le Dolomiti Carniche sono infatti più basse e più antiche (la catena principale delle Alpi Carniche fu interessata dall'orogenesi caledoniana nel Paleozoico).
Nel Devoniano (circa 350 milioni di anni fa), tutta la zona era sommersa dal mare e durante il corso dei secoli i detriti si accumularono nel bacino marino fino a diventare un'enorme massa sedimentaria. All'inizio del Paleocene, circa 65 milioni di anni fa, iniziò l'orogenesi alpina che durò circa 20 milioni di anni; in questo lungo periodo una serie di movimenti tellurici sollevò l'ammasso di detriti che emerse dal mare formando le rocce e dando origine a questa catena di monti dove ancora è possibile riconoscere, nei resti di un'antica barriera corallina ed alcuni fossili, l'origine marina delle Alpi.

## Storia
Tra queste montagne, a testimonianza delle battaglie combattute durante la grande guerra, vi sono i resti di fortificazioni e trincee.
Il sentiero che dal rifugio Pier Fortunato Calvi (2164 m) porta alla vetta del Peralba è stato dedicato a papa Giovanni Paolo II e dal luglio del 1988 porta il suo nome; il pontefice infatti, in occasione di una vacanza nella zona, raggiunse a piedi la cima del monte e si fermò a pregare ai piedi della statua della Madonna che dalla vetta domina le cime circostanti.